# Segelfluggelände Rothenberg

i7
i11
i13
Das Segelfluggelände Rothenberg liegt im Stadtteil Rothenberg der Stadt Oberzent im Odenwaldkreis in Hessen, etwa 2 km südöstlich des Zentrums von Rothenberg.

## Flugbetrieb
Das Segelfluggelände ist mit einer 600 m langen und 35 m breiten Start- und Landebahn aus Gras (Richtung 09/27) ausgestattet. Es besitzt eine Betriebszulassung für Segelflugzeuge, Motorsegler und Ultraleichtflugzeuge. Als Startarten sind Flugzeugschleppstart und Windenstart zugelassen. Der Halter und Betreiber des Segelfluggeländes sind die Flugfreunde Neckartal-Odenwald e. V.